# Bemboka River
Bemboka River är ett vattendrag i Australien. Det ligger i delstaten New South Wales, i den sydöstra delen av landet, omkring 340 kilometer söder om delstatshuvudstaden Sydney.
I omgivningarna runt Bemboka River växer huvudsakligen savannskog. Runt Bemboka River är det mycket glesbefolkat, med 5 invånare per kvadratkilometer. Genomsnittlig årsnederbörd är 1 127 millimeter. Den regnigaste månaden är juni, med i genomsnitt 166 mm nederbörd, och den torraste är juli, med 11 mm nederbörd.